# Віссел
Віссел (нід. Wissel) — селище в нідерландській провінції Гелдерланд. Входить до муніципалітету Епе. Перша згадка про населений пункт датується 1273 роком.
З 1967 року у селищі працює невеликий зоопарк.